# Thomas Frings

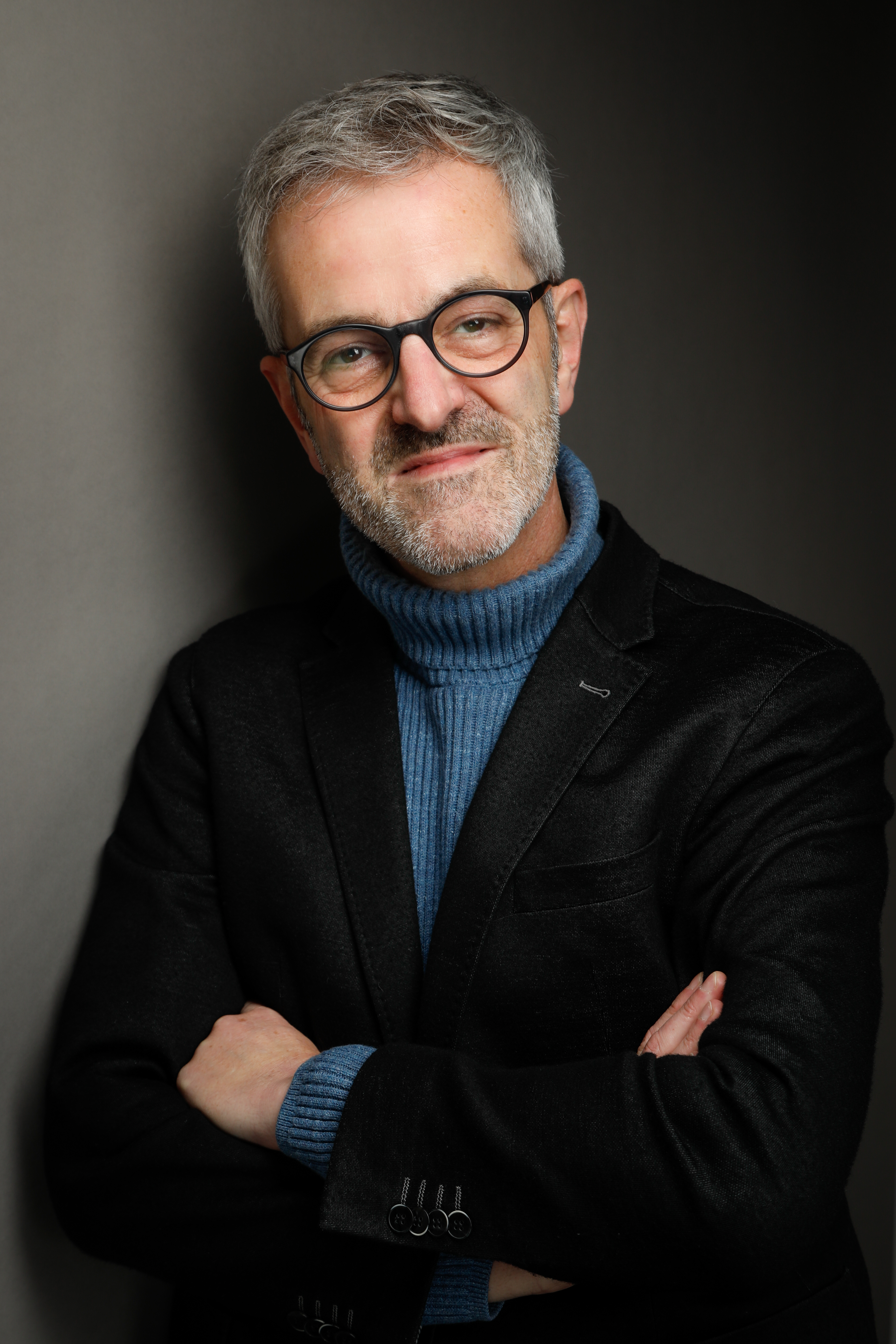
Thomas Frings (2021)

Thomas Frings (* 1960 in Kleve) ist ein römisch-katholischer Priester. Im Februar 2016 fand seine Ankündigung, aus allen Ämtern im Bistum Münster auszuscheiden und – vorläufig – in die niederländische Benediktinerabtei Sint-Willibrord zu gehen, starkes öffentliches Echo. Er begründete diesen Schritt mit dem unaufhaltsamen „Bedeutungsverlust vom in der Kirche gelebten Glauben“.

## Leben
Thomas Frings ist der Ururenkel von Michael Frings (1795–1872), Enkel von Heinrich Frings (1885–1946), Großneffe des Kölner Erzbischofs Kardinal Joseph Frings (1887–1978) und von Alfons Frings (1893–1968) sowie Cousin von Michael Frings (* 1949).
Geboren in Kleve am Niederrhein als zweites von drei Kindern der Eheleute Cornel und Johanna Frings, machte er dort am Freiherr-vom-Stein-Gymnasium sein Abitur. Er studierte von 1980 bis 1985 Theologie und Philosophie in Münster und München und wurde 1987 zum Priester geweiht. Anschließend studierte er von 1991 bis 1996 Kunstgeschichte und Klassische Archäologie in Münster. Nach Seelsorgeaufgaben als Kaplan in Freckenhorst und Pfarrverwalter in Münster-Angelmodde wurde er 1997 Pfarrer von St. Ludgerus, Münster-Albachten, 1999 Dechant des Dekanats St. Lamberti sowie Vorsitzender der Kunstkommission des Bistums. 2009 wurde er Pfarrer der Heilig-Kreuz-Gemeinde in Münster, 2010 Mitglied und 2014 Moderator des diözesanen Priesterrats.
Seine Amtsniederlegung nach Ostern 2016 gab er am 14. Februar 2016 bekannt. Die Erstkommunionfeier in Heilig Kreuz am 10. April 2016 war zugleich sein Abschiedsgottesdienst. Für das Jahr seiner Beurlaubung wohnte er in den Niederlanden in der Willibrordsabdij in Doetinchem.
Im Frühjahr 2017 erschien sein Buch Aus, Amen, Ende? So kann ich nicht mehr Pfarrer sein. Im Sommer 2017 beendete Frings seinen Aufenthalt im Kloster St. Willibrord und kehrte in den Dienst des Bistums Münster zurück, zunächst als Interimspfarrverwalter. Dann wurde ihm seitens seines Heimatbistums Münster mitgeteilt, dass es für ihn keine passende Stelle mehr gebe und er wurde mit einem halben Gehalt freigestellt.
Seit 2018 arbeitet er als Priester in Köln. Nachdem sein Heimatbistum Münster ihm auf mehrfache Bewerbungen stets eine Absage erteilte, ging er auf eigenen Wunsch 2022 in den Ruhestand. Seitdem arbeitet er ehrenamtlich als Priester in der Kölner Innenstadt weiter, engagiert sich in einigen caritativen Einrichtungen und bringt seine Fähigkeiten ein als Reiseleiter und Publizist.
Seit 2020/21 ist er Sitzungspräsident der Kölner Karnevalsgesellschaft Die Grosse von 1823. Seit 2022 ist er Regimentsgeistlicher des Traditionscorps im Kölner Karneval Nippeser Bürgerwehr.

## Erklärung zur Amtsniederlegung
In seiner persönlichen Erklärung betonte Frings, dass er Priester bleibe, und erläuterte in einem Zeitungsinterview, Kirche sei „der objektive Rahmen meines subjektiven Glaubens. ... Ich denke und lebe kirchlich, für mich ist mein Platz in der Kirche, mit 2000 Jahren Geschichte. Ich will nichts anderes sein als Priester.“ Bei seiner mit Beispielen illustrierten Beschreibung des Bedeutungsverlusts kirchlicher Religiosität und der damit verbundenen Widersprüche verzichtet er auf Vorwürfe in irgendeine Richtung – „nicht den Gemeinden, in denen ich tätig war, nicht den Seelsorgerinnen und Seelsorgern und nicht dem Bischof und der Bistumsleitung, mit denen ich 30 Jahre zusammen gearbeitet habe“. „Eine Veränderung von jemand anderem, als von sich selber zu erwarten, halte ich jedoch für eines der Probleme selber.“

## Schriften (Auswahl)

### Bücher
- Gestaltete Umbrüche – Kirchen im Bistum Münster zwischen Neugestaltung und Umnutzung. dialogverlag, Münster 2007, ISBN 978-3-937961-69-9.
- Selig sind die Suchenden. Benno Verlag, Leipzig 2016, ISBN 978-3-7462-5613-9.
- Aus, Amen, Ende? So kann ich nicht mehr Pfarrer sein. Herder, Freiburg im Breisgau 2017, ISBN 978-3-451-37797-6.
- Gott funktioniert nicht. Deswegen glaube ich an ihn. Herder, Freiburg im Breisgau 2019, ISBN 978-3-451-38026-6.
- Ungehorsam – eine Zerreißprobe. Herder, Freiburg im Breisgau 2021, ISBN 978-3-451-38798-2.
- Das Unglaubliche glauben. Herder 2023, Freiburg im Breisgau, ISBN 978-3-451-03405-3.
- Endlich alt! Ein spiritueller Reisebegleiter. Herder, Freiburg im Breisgau 2024, ISBN 978-3-451-39559-8.

### Beiträge in Zeitschriften und Sammelwerken
- Aus, Amen, Ende? Oder neue Wege? Wie heute Pfarrer sein? in: Von Zukunftsbildern und Reformplänen, Herder 2020, Freiburg im Breisgau, ISBN 978-3-451-38691-6
- Wenn der Kairos zu langsam läuft – Der lange Abschied von der Volkskirche, in: Abbrüche-Umbrüche – Aufbrüche, Aschendorff Verlag 2019, Münster, ISBN 978-3-402-12040-8
- Wilhelm Buschulte – seine Glaskunst im Bistum Münster, in: Wilhelm Buschulte, Spätwerk und Rückblick, Kunstverlag Josef Fink 2014, ISBN 978-3-89870-860-9
- Nicht nur das Kreuz, in: Gottesdienst, Verlag Herder, Februar 2006
- Was geht mir unter die Haut, zusammen mit Tobias Wolf, in: Christ in der Gegenwart, Nr. 46/2021
- Chance places – neue Erfahrungen mit einem alten Raum, in Gottesdienst, Verlag Herder, März 2012
- Der Preis der Glaubwürdigkeit, in: Christ in der Gegenwart, Nr. 31/2023
- Vom Segen, Zeit zu haben für andere, in: Christ in der Gegenwart, Nr. 07/2023
- Kirche als Abbild unserer Glaubenssituation, in: Lebendiges Zeugnis, Heft 4/2014
- Alt, weise – wichtig, in: Erbe und Auftrag, Heft 4/2018
- Kirchenträume – Kirchenräume, Themenhefte Verlag Bergmoser und Höller, 4. Ausgabe 2002
- Wenn die Kirche einen neuen Anstrich braucht, in: Diakonie Heft 4/2000
- Taufe ist wichtiger als Weihe, in: Herder Korrespondenz Spezial, April 2018
- Für Neubürger – ein Begrüßungsvideo, in: Anzeiger für die Seelsorge, Heft 2/2005
- Gemeindeerneuerung – ein Erfahrungsbericht, in: Anzeiger für die Seelsorge, Heft 2/2000
- Konsequenz, in: Was kommt, was geht, was bleibt, Herder 2023
- Der mein Suchen teilt, in: Entdecke, wer dich stärkt. Bonifatius Verlag Paderborn 2024, ISBN 978-3-98790-042-6